# Bernard Piotrowski
Bernard Piotrowski (ur. 15 kwietnia 1939 w Dziećmiarkach, zm. 31 marca 2015 w Poznaniu) – polski skandynawista, historyk, profesor nauk humanistycznych, profesor zwyczajny Uniwersytetu im. Adama Mickiewicza w Poznaniu. Wieloletni kierownik Zakładu, a następnie Katedry Skandynawistyki na Wydziale Neofilologii Uniwersytetu im. Adama Mickiewicza w Poznaniu.

## Życiorys
Syn Antoniego i Pelagii. Ukończył studia na Uniwersytecie im. Adama Mickiewicza w Poznaniu w 1962 r..
W 1987 r. uzyskał tytuł profesora nauk humanistycznych.
Uczeń prof. Zdzisława Grota – prekursora badań nad dziejami powstania wielkopolskiego. Stąd w publikacjach Bernarda Piotrowskiego można znaleźć wspomnienia i refleksje o Zdzisławie Grocie – jego życiu w służbie nauki i narodu.
Od 1974 r. pełnił funkcję kierownika Zakładu Skandynawistyki. Od chwili powołania Katedry Skandynawistyki w 1984 roku do 1987 r. sprawował funkcję kierownika tejże katedry, a następnie kierownika Zakładu Historii, Kultury i Literatur Skandynawskich w tejże katedrze.
Był autorem licznych opracowań popularyzujących wiedzę o powstaniu wielkopolskim oraz analizujących różne aspekty jego znaczenia dla Polski. Szczególnie cenne są jego opracowania dotyczące stanu badań strony niemieckiej.
W swych opracowaniach poruszał tematykę postępowo-rewolucyjnych i narodowowyzwoleńczych tradycji Wielkopolski. Analizuje też polską myśl zachodnią w szeregach wielkopolskich powstańców ostatnich lat II Rzeczypospolitej, źródła polskiej myśli zachodniej w historiografii, stereotypy i legendy o powstaniu wielkopolskim w niemieckiej historiografii i publicystyce.
Autor publikacji: Poznańskie Towarzystwo Przyjaciół Nauk: w służbie narodu i nauki 1857-1918 – wydanej w Poznaniu w 1983.
W 2001 r. kierował pracami naukowo-badawczymi na temat: Kwestia bałtycka w XX wieku. Problemy polityczne i gospodarczo-społeczne.
26 listopada 2008 r. otrzymał nagrodę im. Stanisława Sawickiego przyznawaną przez Instytut Polsko-Skandynawski z siedzibą w Kopenhadze za wybitne osiągnięcia naukowo-badawcze. W 2010 r. wyróżniony statuetką „Dobosz Powstania Wielkopolskiego”, przyznawaną przez Zarząd Główny Towarzystwa Pamięci Powstania Wielkopolskiego 1918/1919.

## Odznaczenia i wyróżnienia
- Złoty Krzyż Zasługi
- Krzyż Kawalerski Orderu Odrodzenia Polski
- Medal 50-lecia Instytutu Bałtyckiego
- Odznaka honorowa „Za Zasługi w Rozwoju Województwa Poznańskiego”
- Nagroda im. Stanisława Sawickiego (2008)
- Dobosz Powstania Wielkopolskiego od ZG TPPW (2010)[7]

## Dorobek naukowy
- Rządy niemieckie Saksonii i Prus a ruch narodowo-kulturalny Serbów łużyckich: 1815–1919. Wydawnictwo Naukowe UAM, Poznań 1971.
- Badania prof. dra Zdzisława Grota nad parlamentaryzmem i mniejszościami narodowymi w Niemczech, Wydawnictwo Naukowe UAM, Poznań 1974.
- Walka Norwegów o rozwiązanie unii politycznej ze Szwecją 1884–1907. Wydawnictwo Naukowe UAM, Poznań 1974.
- Święta Brygida Szwedzka na tle swoich czasów (współautor: Ewa Piotrowska), Wydawnictwo Naukowe UAM, Poznań 2005.
- Tradycje jedności Skandynawii: od mitu wikińskiego do idei nordyckiej. Wydawnictwo Naukowe UAM, Poznań 2006.
- Integracja Skandynawii: od Rady Nordyckiej do wspólnoty europejskiej. Wydawnictwo Naukowe UAM, Poznań 2006.
- Edvard Grieg: życie – fascynacje – dramaty. Wydawnictwo Naukowe UAM, Poznań 2010.
- Skandynawia powojenna w cieniu państwa opiekuńczego: 1944–1975, Wydawnictwo Naukowe UAM, Poznań 2015.
- Skandynawia współczesna w poszukiwaniu nowych dróg rozwoju: 1975–2014, Wydawnictwo Naukowe UAM, Poznań 2015.